# Tex Willer
Tex Willer ist die Hauptfigur einer seit dem 30. September 1948 in Italien erscheinenden Comic-Reihe. Der geistige Vater von Tex war Gian Luigi Bonelli. Publiziert wurde der Comic vom Verlag Sergio Bonelli Editore. Sergio Bonelli ist der Sohn von Gian Luigi Bonelli und gleichzeitig Präsident des Comic-Verlages. Der erste Illustrator der Tex-Serie war Aurelio Galleppini.
Die Erscheinungsweise der Tex-Comics ist monatlich. Zusätzlich erscheinen noch L'Almanacco del West (Almanach des Wilden Westens), Speciale Tex (umgangssprachlich Texone) und Maxi Tex. Meistens werden die Geschichten in einem Band abgeschlossen, es gibt aber auch zwei- und dreiteilige Episoden. Tutto Tex (1985–2016) ist eine von mehreren Neuauflagen.
Die Comics sind in Schwarz-Weiß gehalten. Zu besonderen Anlässen werden farbige Comichefte herausgegeben.

## Inhalt
Tex ist als junger Mann ein rechter Heißsporn, aber er hat sein Herz am rechten Fleck. Er tötet aus Notwehr einen Mann und wird fortan von der Justiz gesucht, so dass er zunächst ein Leben als Outlaw führt. Als sich die Vorwürfe der Justiz als haltlos erweisen, wird ihm angetragen, ein Texas-Ranger zu werden. Dieses Angebot nimmt er denn auch an. Durch die Heirat mit Lilith, der Tochter des Häuptlings eines Navajostammes, wird Tex selbst einige Jahre später Häuptling dieses Indianerstammes. Ursprünglich wollten ihn die Indianer am Marterpfahl töten, doch rettete Lilith mit ihrem Ehewunsch sein Leben. Tex’ indianischer Name lautet „Aquila della notte“ (Adler der Nacht). Unter diesem Namen erlangt er Berühmtheit unter allen Indianerstämmen Nordamerikas. Tex ist ein geradezu idealtypischer Held. Immer ehrlich, schnell mit der Pistole, stark mit den Fäusten, Vorurteile und Diskriminierung verurteilend, zieht er mit seinen Freunden, den Pards, von einem Abenteuer zum nächsten.

### Freunde und Familie
Seine wichtigsten Verbündeten sind
- Kit Carson, sein bester Freund und auch Ranger, Pate und Namensgeber des Sohnes von Tex und Lilith
- Kit Willer, sein Sohn und Ranger wie er
- Tiger Jack, Navajo und ebenso Ranger
- Lilith, seine Frau und Mutter von Kit, verstorben

### Weitere Freunde
- Montales, ehemaliger mexikanischer Outlaw, derzeitiger Gouverneur des Staates Chihuahua sowie Vize-Präsident von Mexiko
- El Morisco, ein Zauberer/Wissenschaftler/Mediziner aus Memphis, Ägypten, der in Pilares in Mexiko lebt
- Gros-Jean, kanadischer Mestize, ehemaliger Outlaw, der jetzt als Trapper in Kanada arbeitet
- Jim Brandon, Oberst der kanadischen Mounties
- Cochise, Häuptling der Chiricahua-Apachen
- Tom Devlin, Polizeibeamter in San Francisco
- Pat MacRyan, ein irischer Boxer
- Lefty Potrero, Besitzer eines Gyms in San Francisco

### Feinde
Von den alltäglichen Bösewichten abgesehen, gibt es auch einige dauerhafte Feinde:
- Mefisto (Steve Dickart), Tex’ Urfeind, ein starker und bösartiger Zauberer
- Yama (Blacky Dickart), Mefistos Sohn, ebenfalls ein starker Zauberer
- Proteus (Perry Drayton), ein Mann, der sich durch Verwandlung sehr leicht tarnen kann
- El Muerto (Paco Ordoñez), ein mexikanischer Pistolenheld und einer von drei Brüdern, die von Tex erschossen wurden
- The Black Tiger (Sumankan), der mayalische Prinz von Borneo
- The Maestro (Andrew Liddell), ein verrückter Wissenschaftler

## Autoren
- Gian Luigi Bonelli
- Sergio Bonelli
- Mauro Boselli
- Claudio Nizzi

## Illustratoren
- Jesús Blasco
- Fabio Civitelli
- Fernando Fusco
- Aurelio Galleppini
- Francesco Gamba
- Guglielmo Letteri
- Carlo Raffaele Marcello
- Corrado Mastantuono
- Vincenzo Monti
- Virgilio Muzzi
- Erio Nicolò
- José Ortiz
- Miguel Angel Repetto
- Giovanni Ticci
- Claudio Villa
- Joe Kubert
- Colin Wilson (Zeichner)

## Deutschsprachige Veröffentlichungen

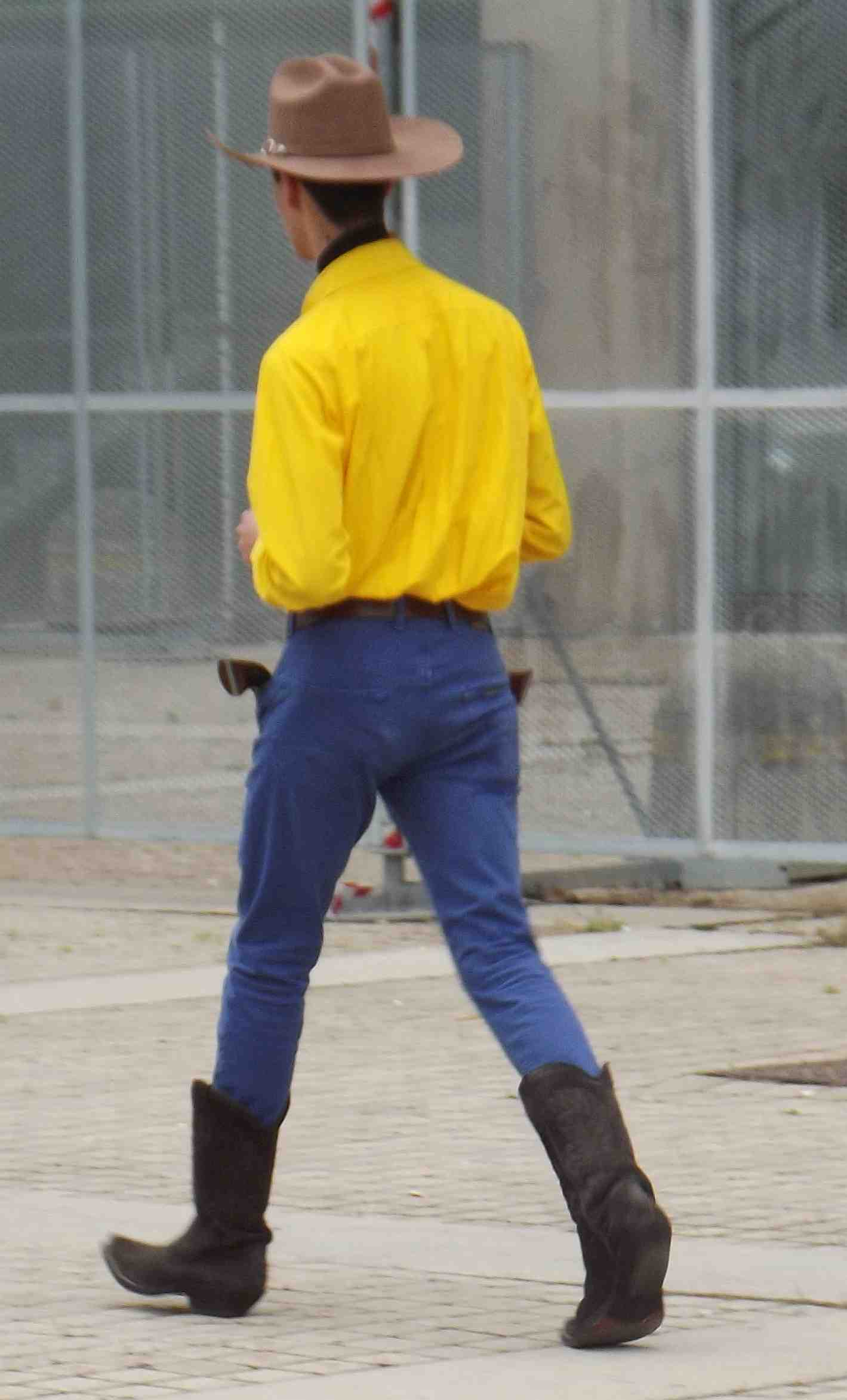
Tex cosplay (Torino Comics 2014).

1971 veröffentlichte der Bildschriftenverlag eine Tex Willer-Reihe, die allerdings bereits nach acht Bänden abgebrochen wurde. Diese Reihe wurde auch in anderen europäischen Ländern herausgegeben, wo sie wesentlich längere Laufzeiten hatte.
Von 1985 bis 1986 gab der Nostalgie Comic Verlag in Ludwigshafen 27 Piccolohefte heraus. Formattechnisch orientierte man sich dabei an den sogenannten albi a striscia, die von 1948 bis 1967 in Italien publiziert wurden.
Im Jahr 2000 startete sodann der Comic Club Hannover eine Tex Willer-Reihe in kleiner Auflage. In dieser sind bisher 56 Hefte erschienen.
2002 veröffentlichte schließlich Kult Editionen mit Der verlorene Pueblo einen Band aus der Sonderreihe Speciale Tex (Originaltitel: Il pueblo perduto, 1994). Ein weiterer Band aus der Spezialreihe, Die gnadenlosen Vier (Originaltitel: Il cavaliere solitario, 2001), wurde von 2002 bis 2004 als Vierteiler herausgegeben.
Der Panini Verlag veröffentlichte seit 2015 bisher fünf farbige großformatige Comic-Alben:
1. Der letzte Rebell (von Claudio Nizzi / Colin Wilson), Erscheinungsdatum September 2015
2. Auf eigene Faust (von Claudio Nizzi / Joe Kubert), Erscheinungsdatum März 2016
3. Der Held und die Legende (von Paolo Eleuteri Serpieri), Erscheinungsdatum November 2016
4. Der Mann aus Atlanta (von Claudio Nizzi / Jordi Bernet), Erscheinungsdatum Juni 2017
5. Die letzte Grenze (von Claudio Nizzi / Goran Parlov), Erscheinungsdatum Juni 2018

## Verfilmung
- 1985: Tex und das Geheimnis der Todesgrotten (Tex Willer e il signore degli abissi) (ursprünglich TV-Miniserie) – Regie: Duccio Tessari, Hauptrolle: Giuliano Gemma als Tex Willer

## Tex außerhalb Italiens (außer Deutschland)
- Süd-Indien in der Tamilensprache
- Argentinien, in den 1950er Jahren als Colt Miller
- Brasilien, ununterbrochen seit 1971
- Finnland, von 1953 bis 1965, nach 5-jähriger Pause seit 1971 ununterbrochen (16 Hefte im Jahr)
- Norwegen, ununterbrochen seit 1971 mit 11 bis 17 Nummern im Jahr
- Israel, publiziert in den 1970er Jahren und immer wieder neu aufgelegt, zuletzt im Jahr 2007
- Ehemaliges Jugoslawien, von 1960 bis Ende 1980
- Kroatien, seit den 1990ern
- Türkei, unter dem Namen Teks